# Meziopštinský historický archiv Prizren

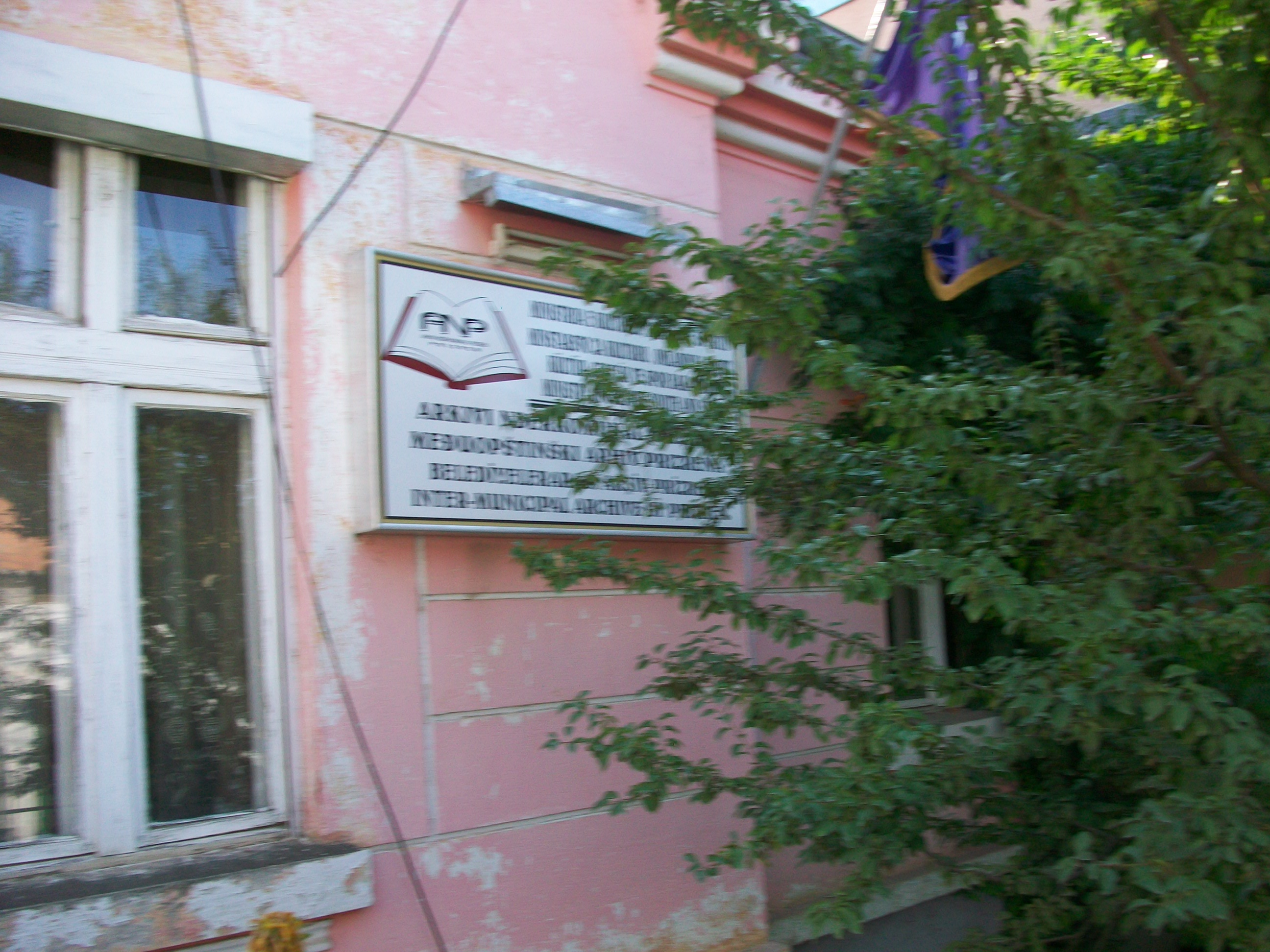
Budova archivu.

Meziopštinský historický archiv Prizren (albánsky Arkiv ndërkomunal istorik Prizrenit) se nachází v jižním Kosovu a je hlavní archivářskou institucí pro uvedené město a několik sousedních obcí (opštin).

## Historie
Instituce byla založena v roce 1967 jako Obecní archiv Prizren (srbsky Opštinski arhiv Prizren) a roku 1978 získala současný název. První ředitelkou byla Syrea Paçarizi a instituce sídlila v budově místní radnice. Působí i pro nedaleká města Suva Reka (albánsky Therandë) a Orahovac (albánsky Rahovec). V roce 1987 archiv zaměstnával 13 lidí.
Během války v Kosovu všichni pracovníci archiv opustili až na jediného, který byl penzionován v roce 2006. V roce 2000 UNESCO informovalo, že archivní fondy byly umístěny do suterénu muzea. Některé části fondu z Orahovace a Suvé Reky byly za války nejspíše odvezeny do archivu v Novém Pazaru; matriční knihy měly být umístěny v budově radnice města Prizrenu. Archivu zůstaly pouze knihy církevní z let 1850 až 1946. 
V roce 2003 byl archiv znovuzaložen ve městě Niš jako jemu podřízený v rámci srbské jurisdikce, zatímco v původní podobě existuje jako samostatná organizace. Nejprve se přesunul do původní budovy nemocnice pro neslyšící a později do objektu, který patřil přestupkovému soudu.